# Captatio benevolentiae
De captatio benevolentiae is de hoofdzin van het exordium, oorspronkelijk binnen een klassiek Latijnse redevoering, later veralgemeend tot ieder soort redevoering.
De zin wordt gebruikt om het publiek gunstig te stemmen, het is de heilwens aan het begin van het betoog, om de toehoorders met naam te verwelkomen. Een voorbeeld van deze stijlfiguur is het toespreken van priester Daens in de gelijknamige film, waar hij tijdens betoog vele malen 'broeders' en 'vrienden' herhaalt.